# Чудото на Бранденбургския дом
Чудото на Бранденбургския дом (на немски: Mirakel des Hauses Brandenburg; на френски: Miracle de la maison Brandenbourg) е израз в историографията за означение на избавлението на Кралство Прусия от неминуемия военен разгром и държавен крах след загубата в кунерсдорфското сражение.
Фридрих Велики пише след битката, че това е не само неговия, но и края на Прусия. Четири дни след края на битката, руската императорска армия се насочва не към Берлин, а към Котбус. Второто, от поредицата чудеса за Прусия, се случва на 6 януари 1762 г. когато умира руската императрица Елисавета, която е непримирим противник на Фридрих Велики и неговата политика. Наследена е от своя племенник Петър III, който е голям почитател на краля на Прусия, Фридрих II, и незабавно сключва сепаративен мир, въпреки че Прусия е пред разгром в Седемгодишната война.
По време на войната, Карл фон Клаузевиц е в редовете на руската императорска армия, а на Виенския конгрес Прусия има запазено място до Русия в Свещения съюз. По време на Стоте дни, честта от руска страна да омиротвори континента и да изпрати Наполеон Бонапарт на остров Света Елена има пруският генерал-фелдмаршал Гебхард Леберехт фон Блюхер.
Прусия е в основата на обединението на Германия, като на 18 януари 1871 г. (на 18 януари 1701 г. е създадено Кралство Прусия) Вилхелм I е прогласен в огледалната зала за първия император на Германската империя. Първият германски император изпраща от Париж на 27 февруари 1871 г. на своя племенник и император Александър II в Петербург телеграма със следния текст:
| „ | Прусия нивга няма да забрави какво ви дължи. Бог да ви благослови! | “ |

Последният министър-председател на Прусия (почетна титла) е райхсмаршал Херман Гьоринг. От династията на Бранденбургския дом Хоенцолерн е последният крал на Румъния – Михай I, който към 2017 г. е единствения жив носител на орден „Победа“.